# 倉持聖菜
倉持 聖菜（くらもち せな、1996年7月9日 - ）は、日本の舞台女優。またミュージカル＆音楽グループ×純文学少女歌劇団のメンバー若草式ジョーとしても活動、劇団東俳の若手女優で行うYouTube配信どよよんチャンネルのメンバーでもある。

## 出演作品
太字は主演。

### 舞台・ミュージカル
- 剣劇少女と......恋する悪魔（2015年6月9日-14日、シアター風姿花伝）- 歌越蘭 役
- 舞台版「てーきゅう～先輩とめぐりあう時間たち～」（2015年7月29日-8月2日、日本芸術専門学校大森校劇場）- 押本陽太 役
- THE STAGE『カーニヴァル 始まりの輪舞曲』（2016年5月20日-29日、あうるすぽっと）- 主演・无 役
- 僕は今日も明日のキミに恋をする（日暮里d-倉庫）- 如月陽菜 役
- 百花繚乱 花街仇討絵巻（2017年2月17日-19日、日暮里d-倉庫）- ヒロイン・鴇風 役
- 舞台 アルカナ・ファミリア エピソード0 希望の花（2017年3月1日 - 5日、CBGKシブゲキ!!）- ステラ 役
- 夢舞台 艶が～る-弐宴 土方編-（2018年6月27日～2018年7月1日）- さくら 役
- マギアレコード 魔法少女まどか☆マギカ外伝（2018年8月24日-9月9日、TBS赤坂ACTシアター）- 天音月夜 役
- おかしな転生（2020年12月3日-6日、ラゾーナ川崎プラザソル）- リコリス 役
- ×純文学少女歌劇団（ふじゅんぶんがくかげきだん）File No.0000『フェアリーテイルは盗まれた』（2022年9月5日 - 11日、Theater Mixa）若草式ジョー 役
- imgAct4 「放課後に星は見えるか」（2022年10月19日 - 10月23日、新宿シアターモリエール） - 辻尾英胡 役[2]
- SUPER NOVA 遠く吠えて花火をあげる (2023年2月1日 - 2023年2月12日　王子小劇場) - 空組 ルイ役
- 『HUNTER×HUNTER』THE STAGE（2023年5月12日 - 2023年5月28日、天王洲 銀河劇場）
- 舞台『鬼滅の刃』 其ノ肆 遊郭潜入（2023年11月12日 - 19日、メルパルクホール / 12月1日 - 10日、TOKYO DOME CITY HALL） - まきを 役[3]
- クオッカーズ『バンブー・サマー2024』（2024年3月20日 - 31日、劇場MOMO） - 弱竹かぐや 役（宮崎想乃とWキャスト）[4]
- 七色いんこ（2024年9月14日 - 16日、COOL JAPAN PARK OSAKA WWホール / 9月20日 - 29日、品川プリンスホテル ステラボール） - ヨーコ 役[5]
- SAKURACROSS PROJECT『NINETEEEEN GRRRLZ'99』（2025年4月3日 - 13日、六本木トリコロールシアター）[6]
- ミュージカル『キルバーン』（2025年9月13日 - 28日〈予定〉、サンシャイン劇場 / 10月2日 - 5日〈予定〉、梅田芸術劇場 シアター・ドラマシティ） - 復讐鬼シラン 役[7][8]

### 劇団東俳公演
- 赤ずきん（テアトロ館）- 村人 役
- 明日への詩（光が丘IMAホール）- 星野紗智子 役
- 劇団東俳50周年記念公演「法廷の銃声」（シアター1010）- ジョディー・ホワイト 役
- まなざし（テアトロ館）- 滝美由紀 役

### その他公演
- ありのままに生きろ。
- 殉血のサルコファガス
- 奏心〜最強と謳われた剣士〜
- 深夜の婚姻届
- もともと特別
- ノッキン オン ヘブンズ ドア
- 文化祭スクランブル

### 映画
- どこへ！～ああ、満州の地平線・十五歳の夏～
- 好きっていいなよ。

### テレビドラマ
- 赤鼻のセンセイ 第4話（2009年7月29日、日本テレビ） - ソフトボール部員 役[9]
- 連続テレビ小説「あまちゃん」（2013年、NHK総合） - アメ横女学院・レギュラーメンバー[10]
- 罪人の嘘（2014年8月31日 - 9月28日、WOWOW） - 楠之瀬希海（高校生） 役[11]
- 地獄先生ぬ〜べ〜（2014年10月11日 - 12月13日、日本テレビ） - 高野早希 役[12]
- プレミアムドラマ「忌野清志郎 トランジスタ・ラジオ」（2015年5月3日、NHK BSプレミアム） - 桜田絹代 役[13]
- 大富豪同心第1シリーズ第4話（2019年5月31日、NHK BSプレミアム） - 丁子屋の遊女 役[14]
- ギルティ～この恋は罪ですか?～ 第5話（2020年7月2日、読売テレビ）[15]
- 好きなオトコと別れたい 第2話・最終回（2024年4月11日・6月20日、テレビ東京）[16]
- 過保護な若旦那様の甘やかし婚（2024年5月24日 - 6月28日、MBS）- 梅宮萌 役[17]
- 五十嵐夫妻は偽装他人 第3話（2025年1月23日＜22日深夜＞、テレビ東京） - 社員 役[18]
- 海老だって鯛が釣りたい（2025年7月3日＜2日深夜＞ - 、中京テレビ） - 浅野薫 役[19]

### ラジオ
- 特集オーディオドラマ「おやすみ、サマークエスト」（2025年8月16日予定、NHK-FM）[20]

### MV
- Suzu「step by step」

### CM
- TOYOTA HEART PROJECT ナカセンナ篇
- 内閣府自殺対策（ひと声を力に）篇
- 拓人「スクールIE　2011」
- 日清食品「カップヌードル　壁ドン篇」
- 日本マクドナルド株式会社「夏のマックＦｅｓ！」

### ネット配信
- アリスインプロジェクト「アイガク！冬フェス・オンライン」（2020年12月18日 - 30日、ZAIKO）[21]
  - 6vs6の真剣バトル「アイガク・バトラーズ」（2020年12月19日 - 30日）
  - おなじみ学園バラエティ「アイガク・ライブ」（2020年12月19日）
  - どよよんチャンネル 「どよよん生放送」 - 毎月第1、3火曜日19時30分 - 20時30日